# Characodon audax
Characodon audax é uma espécie de peixe da família Goodeidae.
É endémica do México.